# 1946–1947-es osztrák labdarúgó-bajnokság (első osztály)
Az 1946–1947-es osztrák labdarúgó-bajnokság az osztrák labdarúgó-bajnokság legmagasabb osztályának harminchatodik alkalommal megrendezett bajnoki éve volt. 
A pontvadászat 11 csapat részvételével zajlott. A bajnokságot az SC Wacker csapata nyerte.  

## A bajnokság végeredménye
| #  | Csapat           | M  | Gy | D | V  | RG | KG | P  |
| -- | ---------------- | -- | -- | - | -- | -- | -- | -- |
| 1  | SC Wacker        | 20 | 14 | 2 | 4  | 61 | 24 | 30 |
| 2  | SK Rapid Wien    | 20 | 13 | 2 | 5  | 60 | 36 | 28 |
| 3  | First Vienna FC  | 20 | 13 | 1 | 6  | 51 | 29 | 27 |
| 4  | FC Wien          | 20 | 9  | 5 | 6  | 40 | 28 | 23 |
| 5  | Floridsdorfer AC | 20 | 7  | 6 | 7  | 39 | 38 | 20 |
| 6  | SK Admira Wien   | 20 | 8  | 4 | 8  | 34 | 36 | 20 |
| 7  | FK Austria Wien  | 20 | 8  | 3 | 9  | 45 | 36 | 19 |
| 8  | Wiener Sportclub | 20 | 7  | 5 | 8  | 25 | 39 | 19 |
| 9  | Wiener AC        | 20 | 6  | 4 | 10 | 31 | 45 | 16 |
| 10 | SCR Hochstädt    | 20 | 5  | 3 | 12 | 29 | 51 | 13 |
| 11 | Post SV          | 20 | 2  | 1 | 17 | 30 | 83 | 5  |

- Az SC Wacker az 1946-47-es szezon bajnoka.
- Az SCR Hochstädt és a Post SV kiesett a másodosztályba (2. Klasse).